# Leichtathletik-Weltmeisterschaften 2009/Teilnehmer (Mexiko)
| Gelbes Symbol für Goldmedaillen mit stilisierten Olympischen Ringen | Graues Symbol für Silbermedaillen mit stilisierten Olympischen Ringen | Braundes Symbol für Bronzemedaillen mit stilisierten Olympischen Ringen |
| ------------------------------------------------------------------- | --------------------------------------------------------------------- | ----------------------------------------------------------------------- |
| —                                                                   | 1                                                                     | —                                                                       |

Der mexikanische Leichtathletik-Verband stellte 14 Athleten bei den Leichtathletik-Weltmeisterschaften 2009 in Berlin.

## Ergebnisse

### Männer

#### Laufdisziplinen
| Athlet                | Disziplin   | Vorlauf        | Vorlauf | Halbfinale         | Halbfinale         | Finale             | Finale             |
| Athlet                | Disziplin   | Zeit           | Platz   | Zeit               | Platz              | Zeit               | Platz              |
| --------------------- | ----------- | -------------- | ------- | ------------------ | ------------------ | ------------------ | ------------------ |
| Pablo Solares         | 800 m       | 1:47,96 min SB | 25      | nicht qualifiziert | nicht qualifiziert | nicht qualifiziert | nicht qualifiziert |
| Juan Luis Barrios     | 10.000 m    |                |         |                    |                    | 28:31,40 min       | 18                 |
| Juan Carlos Romero    | 10.000 m    |                |         |                    |                    | 28:51,40 min SB    | 14                 |
| Carlos Cordero        | Marathon    |                |         |                    |                    | 2:22:16 h          | 48                 |
| Alejandro Suárez      | Marathon    |                |         |                    |                    | 2:18:55 h          | 37                 |
| Juan Gualberto Vargas | Marathon    |                |         |                    |                    | 2:25:26 h          | 54                 |
| Pedro Daniel Gómez    | 20 km Gehen |                |         |                    |                    | 1:24:39 h          | 27                 |
| Eder Sánchez          | 20 km Gehen |                |         |                    |                    | 1:19:22 h SB       | Silber             |
| Jesús Sánchez         | 20 km Gehen |                |         |                    |                    | 1:20:52 h PB       | 7                  |
| Jesús Sánchez         | 50 km Gehen |                |         |                    |                    | 3:50:55 h PB       | 12                 |
| Horacio Nava          | 50 km Gehen |                |         |                    |                    | 3:56:26 h SB       | 18                 |
| Omar Zepeda           | 50 km Gehen |                |         |                    |                    | DSQ                | DSQ                |

### Frauen

#### Laufdisziplinen
| Athletin              | Disziplin | Vorlauf | Vorlauf | Halbfinale | Halbfinale | Finale    | Finale |
| Athletin              | Disziplin | Zeit    | Platz   | Zeit       | Platz      | Zeit      | Platz  |
| --------------------- | --------- | ------- | ------- | ---------- | ---------- | --------- | ------ |
| Judith Ramírez        | Marathon  |         |         |            |            | 2:40:18 h | 39     |
| Dulce María Rodríguez | Marathon  |         |         |            |            | DNF       | DNF    |

#### Sprung/Wurf
| Athletin     | Disziplin  | Qualifikation | Qualifikation | Finale             | Finale             |
| Athletin     | Disziplin  | Weite/Höhe    | Platz         | Weite/Höhe         | Platz              |
| ------------ | ---------- | ------------- | ------------- | ------------------ | ------------------ |
| Romary Rifka | Hochsprung | 1,80 m        | 32            | nicht qualifiziert | nicht qualifiziert |